# Muricella nitida
Muricella nitida is een zachte koraalsoort uit de familie Acanthogorgiidae. De koraalsoort komt uit het geslacht Muricella. Muricella nitida werd in 1868 voor het eerst wetenschappelijk beschreven door Verrill. 